# Coxicerberus kiiensis
Coxicerberus kiiensis is een pissebed uit de familie Microcerberidae. De wetenschappelijke naam van de soort is voor het eerst geldig gepubliceerd in 1973 door Nunomura.